# Dante (réseau audionumérique)
Pour les articles homonymes, voir Dante (homonymie).
Dante est un ensemble de logiciels, de matériel et de protocoles réseau qui fournissent un son numérique non compressé, multicanal et à faible latence sur un réseau Ethernet standard utilisant des paquets IP de couche 3. Développé en 2006 par une société basée à Sydney nommée Audinate, Dante s'appuie sur les précédentes technologies audio sur Ethernet et audio sur IP.
Comme la plupart des autres technologies audio sur Ethernet, Dante est principalement destiné à des applications professionnelles et commerciales. Le plus souvent, il est utilisé lorsqu'un grand nombre de canaux audio doivent être transmis sur de longues distances, où vers plusieurs emplacements. Il permet une transmission audio-numérique allant jusqu'à 1024 canaux simultanés par réseau, sans limite de nombre de réseaux, une latence minimale de 150 microsecondes, des taux d'échantillonnage de 44,1 à 192 kHz et une résolution jusqu'à 32 bits.

## Compatibilité
Dante est l'un des réseaux audio professionnels les plus utilisés dans le monde. Cette démocratisation est due au large panel de fabricants intégrant le réseau dans leur machines. Parmi les plus connus on peut citer Allen & Heath, Behringer, Midas, Bose, Sound Devices, Audio-Technica, ElectroVoice, Aviom, Focusrite, AKG, Mackie, Mipro, QSC, Shure, Tascam, Klark Teknik, Soundcraft, Roland, SSL, PreSonus, Yamaha, Sennheiser...
Ces fabricants se procurent une licence auprès d'Audinate, qui leur permet de développer avec Dante.